# Exttravase!
Exttravase! é a segunda coletânea da cantora brasileira Claudia Leitte. O álbum foi lançado no dia 28 de janeiro de 2013 somente no formato de download digital pela Universal Music. Um dia após o lançamento, a coletânea foi disponibilizada em diversas plataformas de streaming.

## Informações
O álbum contém 20 faixas ao vivo extraídas dos álbuns Uau! Ao Vivo em Salvador (2004), Ver-Te Mar Ao Vivo (2007) e Ao Vivo em Copacabana (2008). Além de 3 faixas de estúdio dos álbuns O Diário de Claudinha (2005), Ver-te Mar (2007) e Exttravasa - Single (2007) e 2 faixas remixadas. Todas as canções da lista de faixas são do catálogo da Universal, não contendo nenhuma canção após a saída de Leitte da gravadora.

## Lista de faixas
| N.º | Título                                         | Compositor(es)                                                                | Álbum de origem          | Duração |  |
| 1.  | "Exttravasa" (Estúdio)                         | Sérgio Rocha Zeca Brasileiro Adson Tapajós Jean Carvalho                      |                          | 4:01    |  |
| 2.  | "Bola de Sabão"                                | Ramon Cruz                                                                    | Ver-Te Mar Ao Vivo       | 3:25    |  |
| 3.  | "Pássaros"                                     | Mikael Mutti                                                                  | Ao Vivo em Copacabana    | 3:38    |  |
| 4.  | "Beijar na Boca"                               | Blanch Roger Tom                                                              | Ao Vivo em Copacabana    | 3:06    |  |
| 5.  | "Pensando em Você"                             | Henrique Cerqueira                                                            | Ao Vivo em Copacabana    | 3:59    |  |
| 6.  | "Fogo e Paixão" (participação especial: Wando) | Rose                                                                          | Ao Vivo em Copacabana    | 3:06    |  |
| 7.  | "Doce Paixão"                                  | Ramon Cruz                                                                    | Ver-te Mar               | 3:42    |  |
| 8.  | "Doce Desejo"                                  | Bruno Felipe Falcão                                                           | Uau! Ao Vivo em Salvador | 3:31    |  |
| 9.  | "Te Amar É Preciso (Peixinho)"                 | Jaccy Lee Toninho do Valle Pio Medrado Cal Adan                               | Uau! Ao Vivo em Salvador | 3:51    |  |
| 10. | "Falando Sério"                                | Maurício Duboc Carlos Colla                                                   | Uau! Ao Vivo em Salvador | 3:42    |  |
| 11. | "Insolação do Coração"                         | Carlinhos Brown Michael Sullivan                                              | Ver-Te Mar Ao Vivo       | 3:13    |  |
| 12. | "Selva Branca"                                 | Brown Vevé Calazans                                                           | Uau! Ao Vivo em Salvador | 3:41    |  |
| 13. | "Piriripiti"                                   | Augusto Conceição Fábio Alcântara Elivandro Cuca Medrado                      | O Diário de Claudinha    | 3:33    |  |
| 14. | "Never Can Say Goodbye"                        | Clifton Davis                                                                 | O Diário de Claudinha    | 3:07    |  |
| 15. | "Lirirrixa"                                    | Rocha Claudia Leitte Luciano Pinto                                            | Ao Vivo em Copacabana    | 2:54    |  |
| 16. | "Fulano in Sala"                               | Rocha Tapajós Brasileiro                                                      | Uau! Ao Vivo em Salvador | 3:56    |  |
| 17. | "Cai Fora / Foto Na Estante / Banho de Chuva"  | Rocha Tapajós Brasileiro                                                      | Ao Vivo em Copacabana    | 4:32    |  |
| 18. | "Amor à Prova"                                 | Rocha Tapajós Brasileiro                                                      | Uau! Ao Vivo em Salvador | 3:04    |  |
| 19. | "Janeiro a Janeiro"                            | Zezito Doceiro                                                                | Uau! Ao Vivo em Salvador | 4:40    |  |
| 20. | "Caranguejo (Cata Caranguejo)"                 | Pinto Durval Luz Nino Balla Alan Moraes                                       | Uau! Ao Vivo em Salvador | 3:38    |  |
| 21. | "Safado, Cachorro, Sem-Vergonha"               | Luz Balla Cristiane Teles Moraes Júnior Seixas Luizinho Alex Napolitano Pinto | Uau! Ao Vivo em Salvador | 3:45    |  |
| 22. | "Canudinho"                                    | Rocha Tapajós Brasileiro Cal Adan                                             | Uau! Ao Vivo em Salvador | 3:47    |  |
| 23. | "Eu Fico"                                      | Leitte Rocha Pinto                                                            | Uau! Ao Vivo em Salvador | 4:10    |  |
| 24. | "Pássaros" (Remix)                             | Mutti                                                                         |                          | 3:30    |  |
| 25. | "Exttravasa (Extravasa)" (Remix)               | Rocha Brasileiro Tapajós Carvalho                                             |                          | 4:12    |  |

## Histórico de Lançamento
| País   | Data                  | Formatos         | Gravadora       |
| ------ | --------------------- | ---------------- | --------------- |
| Brasil | 28 de janeiro de 2013 | download digital | Universal Music |
| Brasil | 29 de janeiro de 2013 | streaming        | Universal Music |